# Confine tra Kazakistan e Russia
Il confine tra il Kazakistan e la Russia descrive la linea di demarcazione tra questi due Stati. Ha una lunghezza di 6846 km, e ciò lo rende il confine eurasiatico più lungo, oltre che il secondo nel mondo. Il confine internazionale è nato nel 1991 con la dissoluzione dell'Unione Sovietica.

## Caratteristiche

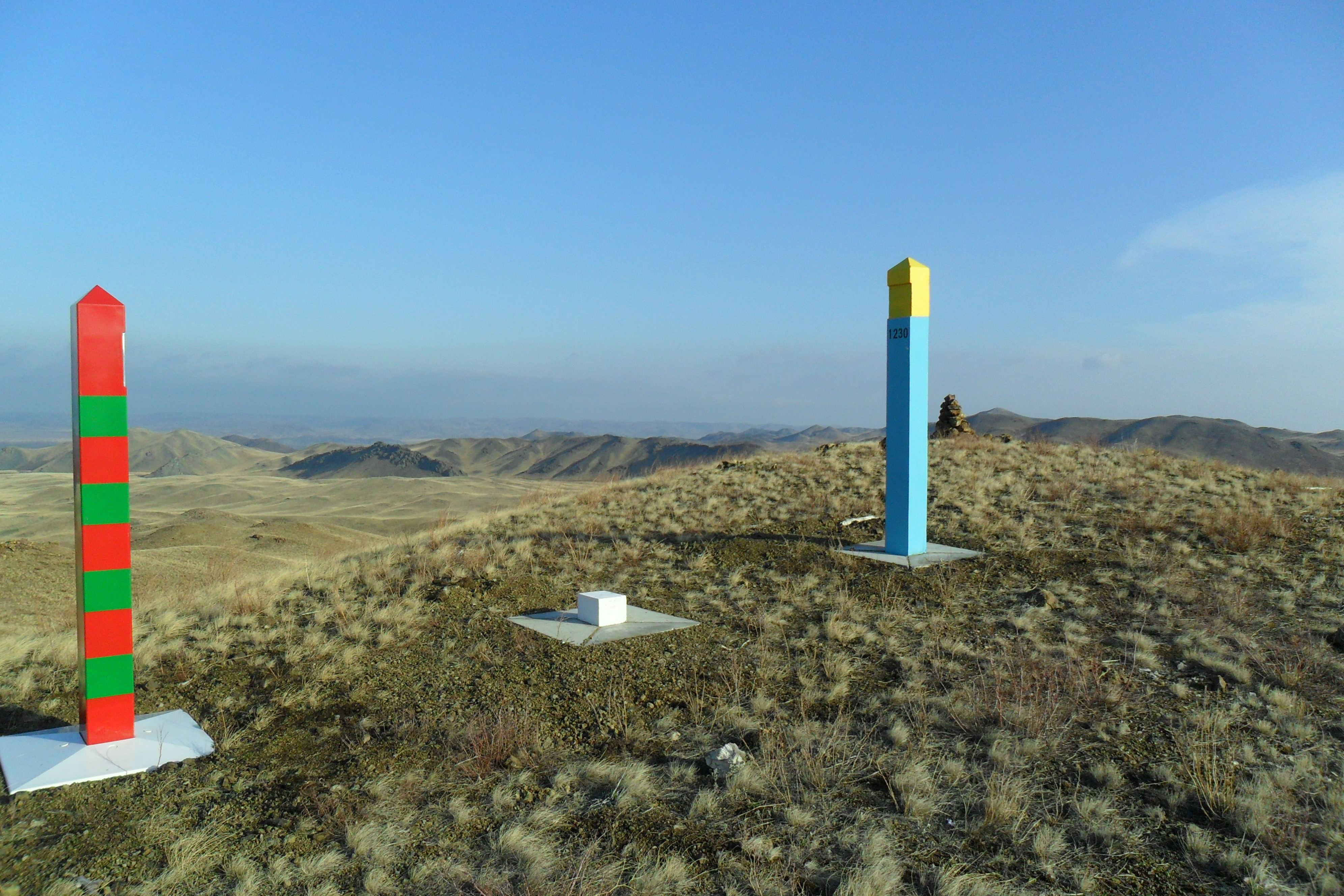
Il confine di stato situato nell'oblast' di Orenburg, in Russia

Il confine si trova al nord del Kazakistan e nella zona sud-ovest della Russia. Ha una direzione prevalente da ovest verso est.
Il confine inizia dalla riva nord del mar Caspio a poca distanza dalla foce del Volga e si dirige per un primo tratto verso nord. Andando poi verso est raggiunge la triplice frontiera tra Cina, Kazakistan e Russia: sebbene i due Stati non confinino direttamente tra di loro, il punto più orientale del Paese kazako dista poco di meno di 50 km dalla Mongolia.
È il secondo più lungo confine al mondo tra due Stati sovrani ed è interrotto, a livello terrestre, solamente nell’areale del mar Caspio. È superato solo dal confine tra il Canada e gli Stati Uniti d'America.

## Regioni interessate

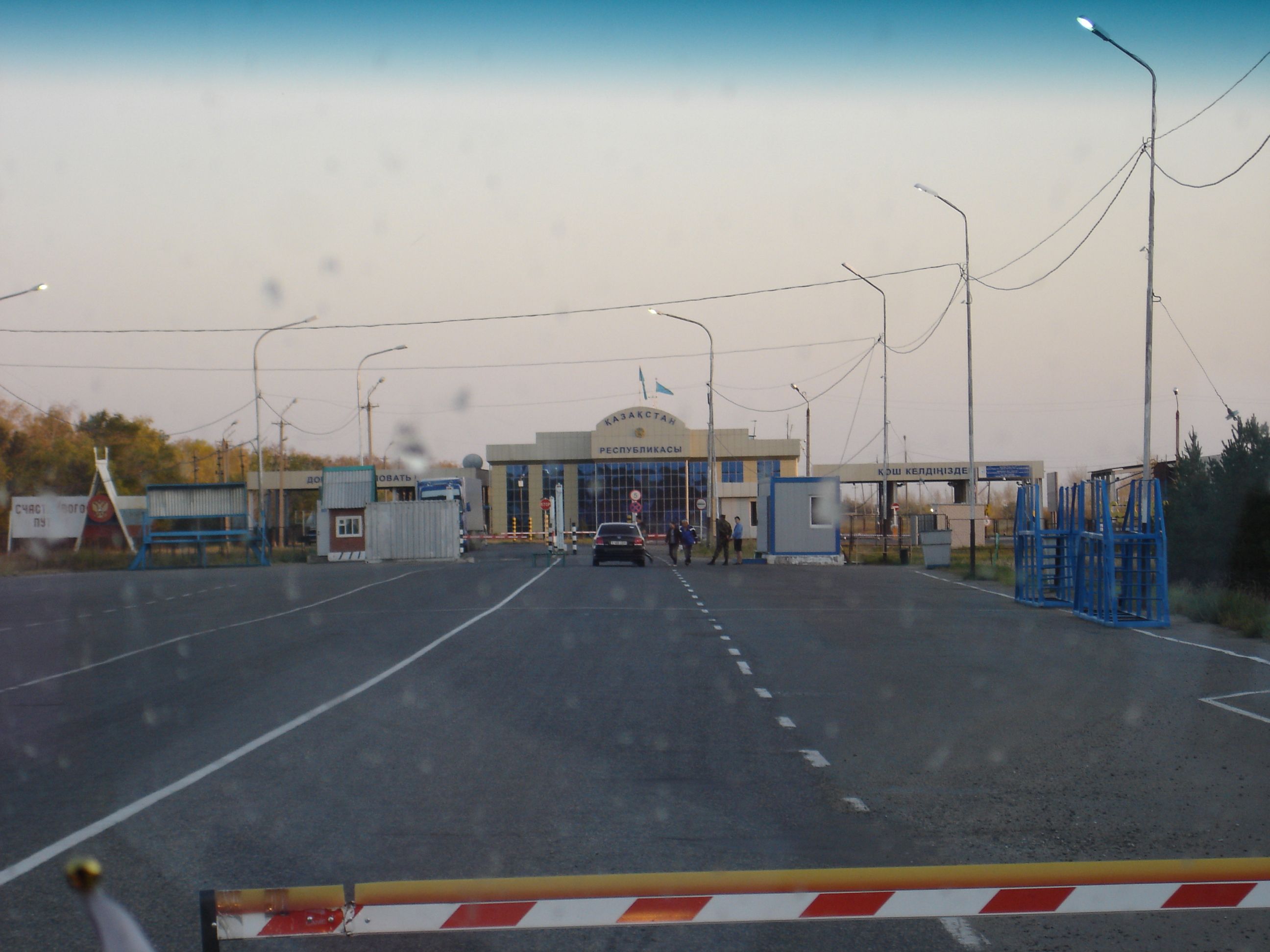
Confine con il Kazakistan visto dalla Russia presso la frontiera Orlyu-Tobe

Diversi sono gli oblast' della Russia e le regioni del Kazakistan interessate:
- Russia:
  -  Oblast' di Astrachan'
  -  Oblast' di Volgograd
  -  Oblast' di Saratov
  -  Oblast' di Orenburg
  -  Oblast' di Čeljabinsk
  -  Oblast' di Kurgan
  -  Oblast' di Tjumen'
  -  Oblast' di Omsk
  -  Oblast' di Novosibirsk
  -  Territorio dell'Altaj
  -  Repubblica dell'Altaj

- Kazakistan:
  -  Regione di Atyrau
  -  Regione del Kazakistan Occidentale
  -  Regione di Aqtöbe
  -  Regione di Qostanay
  -  Regione del Kazakistan Settentrionale
  -  Regione di Pavlodar
  -  Regione del Kazakistan Orientale